# Alfred Seidel
Alfred Herbert Georg Seidel (* 1. November 1913 in Breslau; † 20. November 2001 in Schorndorf) war ein deutscher Grafiker und Kunstmaler.

## Leben
Alfred Seidel wurde am 1. November 1913 in Breslau geboren. Kurz nachdem am 10. Juli 1915 sein Vater Otto im Ersten Weltkrieg in Frankreich fiel, zog seine Mutter Maria mit den beiden Kindern Alfred und Helene zu ihrer Familie in ihre oberschlesische Heimat nach Scharley bzw. Deutsch-Piekar. Hier, in dem Kohlerevier nahe der damaligen Grenze zum russischen Imperium wuchs Alfred Seidel auf.
Die Mutter war berufstätig, für die Erziehung der Geschwister sorgten weitgehend zwei Tanten. Das Milieu war kleinbürgerlich und tief katholisch. 1920 wurde Seidel in der Volksschule in Deutsch-Piekar eingeschult, ab 1924 besuchte er das Realgymnasium im nahegelegenen Beuthen, wo ein aufmerksamer Zeichenlehrer das junge Talent erkannte und förderte. Seidel selbst sah sich schon von früher Jugend an zum Künstler berufen.
Kurz vor dem Abitur verließ er 1933 das Realgymnasium. Am 2. November 1933 begann er eine Ausbildung zum Theatermaler. Es folgten ein Engagement als zweiter Theatermaler am oberschlesischen Landestheater in Beuthen und 1938 eine Anstellung als erster Theatermaler und Atelierleiter am Stadttheater in Salzburg.
Im Zweiten Weltkrieg wurde Seidel eingezogen und zweimal verwundet. Die erste Verwundung heilte er 1942 im Lazarett in Welzheim aus, wo er Elisabeth Reiß, seine spätere Frau, kennenlernte. Bei der zweiten Verwundung verlor er sein rechtes Auge.
Seine Berufung zum Künstler erwies sich jedoch stärker als diese erhebliche Einschränkung. Er schuf unzählige Grafiken, Zeichnungen, Bilder in verschiedenen Techniken, Glasfenster in kirchlichen Räumen und Bildhauerarbeiten. Eine große Begeisterung für die Literatur begleitete ihn zeit seines Lebens und zeigt sich in seinen Illustrationen und schriftstellerischen Arbeiten.
Nach der Entlassung aus amerikanischer Kriegsgefangenschaft 1945 fand Seidel zunächst in Sillenbuch und ab 1954 in Schorndorf eine neue Heimat.
Er war viele Jahre Mitglied in der Künstlergilde Esslingen. 
Alfred Seidel starb am 20. November 2001 in Schorndorf. Er hinterließ seine Frau Elisabeth sowie die drei Kinder Susanne, Matthias und Christoph. Im Jahr 2017 überließen seine Erben einen großen Teil seiner Werke der Stadt Schorndorf.

## Werke

### Graphiken
Alfred Seidel hat besonders zu Beginn seines Schaffens viele Märchen illustriert. In den Nachkriegsjahren wurden auf dem Buchmarkt klassische Märchen neu aufgelegt und das ermöglichte ihm ein ideales Arbeitsfeld.
Beispiele: Illustrationen zu Andersens Märchen, zu Märchen der Brüder Grimm, zu Märchen von Agnes Sapper und zur "Kleinen Dott" von Tamara Ramsay.
In seinen späteren Jahren illustrierte er auch Romane, z. B. von Egon H. Rakette.
Frei und ohne Auftraggeber zeichnete er zeitlebens Graphiken zu bestimmten literarischen Themen. Es entstanden von ihm sogenannte „Graphische Zyklen“, beispielsweise zu Werken von Dostojewsky, Tolstoi, Molière, William Shakespeare und Friedrich Dürrenmatt.
Hinzu kamen noch Graphiken für Zeitschriften und Kalender.

### Öl, Linolschnitt, Aquarell
Über seine ganze Schaffenszeit hinweg entstand eine Vielzahl von Werken wie großformatige Bilder in Ölfarben, Linolschnitte oder auch Aquarelle.
Die bevorzugten Themen waren religiöser oder mythologischer Natur, hinzu kamen Porträts von Menschen seines beruflichen und privaten Umfelds.
Landschaften bildeten eher die Ausnahme.

### Gestaltung öffentlicher Räume
Ab dem Jahr 1957 gestaltete Alfred Seidel zunehmend öffentliche Räume, vor allem sehr umfangreiche künstlerische Innenausstattungen von Katholischen Kirchen. Es entstanden Wandmosaike, Altäre, Tabernakel, Kreuzwege und viele Glasfenster. Für die Diözese Rottenburg-Stuttgart konnte er in über 80 Kirchen bleibende Kunstwerke erschaffen.
Besonders sind hier die Reliefs am Turm der Heilig-Geist-Kirche in Schorndorf (1961/62) zu nennen. Diese Reliefs wurden in einer neuartigen Technik zeitgleich mit dem Bau des Turms abschnittsweise in die Betonverschalung eingebunden.

### Schriften
Wiederum frei und ohne Aufträge hierfür erhalten zu haben, schrieb Alfred Seidel eine Anzahl von Dramen. Die Themen reichen von "Christopher Kolumbus", "Konradin, der letzte Staufer", "Schwund des Religiösen", "Erbschaftsbetrug" bis zu "Wege der Selbsterkenntnis".
Eine eigene Sammlung bilden seine Erzählungen. Hier schrieb er über seine Kindheit und Jugend in Oberschlesien, über die Familie, die erlebten Orte und über die Welt, in der er aufwuchs. Einige Themen: Die Piekarer Dorfschule, Grenzweihnacht, Lessing in Beuthen, Meine Mutter Maria, Meister Pepjok.
Veröffentlichungen:
- Himmel über Grenzen. Diakonie-Verlag, Reutlingen 1998, ISBN 3-930061-52-X.
- Polnische Ausgabe: Przygraniczne Niebo, Gliwice 2001 61 Wydano nawet specjalna.

## Ehrungen
1981 erhielt Alfred Georg Seidel für sein künstlerisches Schaffen das Bundesverdienstkreuz am Bande der Bundesrepublik Deutschland.